# Angles-sur-l'Anglin
Angles-sur-l'Anglin è un comune francese di 394 abitanti situato nel dipartimento della Vienne nella regione della Nuova Aquitania.

## Monumenti e luoghi d'interesse
- Roc-aux-Sorciers, antico insediamento paleolitico.

## Società

### Evoluzione demografica
Abitanti censiti